# Francisco Chaló
Francisco Alexandre Chaló (Ermesinde, 10 de fevereiro de 1964) é um treinador de futebol de Portugal.
Após várias épocas a treinar o Feirense, da Liga de Honra, assinou pela Naval 1º Maio, da Primeira Liga. Mas face aos resultados menos bons foi dispensado ainda na fase inicial da temporada 2007-2008.
Na época de 2008-2009 voltou a treinar o Clube Desportivo Feirense.
Em 2010/2011 voltou a treinar, desta vez no FC Penafiel, após de mais de 1 ano sem emprego. É o 3º treinador do FC Penafiel na temporada de 2010/2011.
Em junho de 2012, o treinador abandona o cargo, e em fevereiro do ano seguinte, torna-se treinador do Sporting da Covilhã.